# جیفلنجا
جیفلنجا (به ایتالیایی: Gifflenga) یک کومونه در ایتالیا است که در استان بیه‌لا واقع شده‌است.

## خصوصیات
جیفلنجا ۲٫۳ کیلومترمربع مساحت و ۱۲۲ نفر جمعیت دارد.